# Центр наследия и памяти сотрудников разведки Израиля
Центр наследия и памяти сотрудников разведки Израиля (ивр. המרכז למורשת המודיעין - אתר הנצחה‎, англ. Israel Intelligence Heritage and Commemoration Center), также известный как «Центр специальных исследований» (ЦСИ или МАЛАМ) — некоммерческая организация («амута»), открыт 6 июня 1985 года в г. Рамат ха-Шарон близ Тель-Авива с целью увековечивания памяти погибших сотрудников и передачи традиции спецслужб молодому поколению.

## Деятельность
В центре представлена информация о сотрудниках «Службы военной разведки» АМАН («Хель Модиин» и «Модиин Саде»), «Общей службы безопасности Израиля» ШАБАК, службы внешней разведки Моссад и «Бюро по связям» Натив.
Одной из причин создания Центра было давление общественности на израильское разведывательное сообщество с тем, чтобы оно стало более прозрачным. С другой стороны, это требование было встречено сопротивлением со стороны действующих руководства и сотрудников, опасавшихся, что их деятельности в настоящем может повредить публикация информацию из прошлого. В центре внимательно рассматривают и утверждают любые материалы, которые выпускаются для широкой публики. Центр организует программы, лекции, просмотр фильмов об операциях израильских разведывательных служб, издает информационный бюллетень «Мабат МАЛАМ».
Некоторые из биографий представленных в центре :
- Шалом Дани, переживший Катастрофу, сделавший паспорта для тысяч марокканских евреев и документы, необходимые для перевозки Эйхмана на суд в Израиль,
- Рахель Спиннер, повар Моссада, которая готовила для короля Иордании Хусейна, когда он тайно посещал Израиль.
- Друз Мухаммад Кассем Сайед Ахмад, погибший 28 ноября 1956 на границе с Сирией (подробности его гибели остаются секретными до сих пор [когда?]).

Центр также содержит подробную информацию о трехлетней операции Эли Коэн в Дамаске и его проникновении в сирийские правительственные круги в 1960 под именем Камаль Амин Сабит.
Центр присваивает звание «Герой тишины» («Hero of Silence») тем гражданским лицам (как израильским, так и зарубежным), которые оказали важные услуги Израилю. По состоянию на 2009 г. Центр присвоил такое звание 8 человеком; имена 7 из них до сих пор[когда?] не публикуются. Восьмая — Шуламит Кишак-Коэн, которая в 1950-х помогла тайно переправить в Израиль евреев из Бейрута. В начале 1960-х была арестована и находилась в заключении до обмена пленными после Шестидневной войны (1967).
Одним из проектов Центра является Информационный Центр Изучения Терроризма.

## Руководство
- Первым президентом Центра был генерал Меир Амит, бывший руководитель АМАН и Моссада,
  - с 2005: Эфраим Галеви, бывший руководитель Моссада[9]
- Исполнительный директор : бригадный генерал АМАН в отставке Дуду Цур .